# Ingolf Timpner
Ingolf Timpner (* 10. Mai 1963 in Mönchengladbach; † 17. August 2018 in Düsseldorf) war ein deutscher Fotokünstler.

## Leben
Nach dem Abitur belegte Ingolf Timpner ein zeitweiliges Studium der Philosophie und Romanistik an der Heinrich-Heine-Universität Düsseldorf und Studium der Philosophie und Kunstgeschichte an der Kunstakademie Düsseldorf. Als Bildender Künstler war er Autodidakt.
Von 1989 bis 1991 lebte er in Paris und knüpfte dort Kontakte zur Kunstszene. Seit 1988 beteiligte er sich an nationaler und internationaler Ausstellungstätigkeit. Er lebte und arbeitete in Düsseldorf.

## Werk
Er arbeitete mit Rolleiflex-Kameras aus den 1950er und 60er Jahren. Ein formales Kennzeichen seiner Bilder ist die Entwicklung der Silber-Gelatine-Prints mit einem Naturschwamm, die den chemischen Prozess der Fotografie sichtbar und jeden Handabzug zu einem Unikat macht.
1995 kolorierte er erste s/w Abzüge. Seit 2007 hat die Handkolorierung einzelner Arbeiten systematisch Einzug in sein Werk gehalten. Diese analogen handkolorierten Fotoarbeiten wurden nach dem Scannen als Pigmentdrucke erstellt.
„Der gesamte Komplex von Arbeiten Ingolf Timpners zeigt, dass Fotografie in der Lage ist, Ansprüche der Malerei aufzugreifen, zu erfüllen und sogar zu ersetzen.“
„Seine Photoarbeiten kombinieren Inszenierung und Zitate.“

## Ausstellungen

### Einzelausstellungen (Auswahl)
- 2013: Human Condition. Galerie Bugdahn und Kaimer, Düsseldorf
- 2013: Collaborations. Irene Andessner+Ingolf Timpner. Brunnhofer Galerie, Linz
- 2010: Black Angels’ Playground. Galerie Bugdahn und Kaimer, Düsseldorf
- 2006: Musée imaginaire. Yoshiko Matsumoto Gallery, Amsterdam
- 2004: Unzeitgemäße Betrachtungen II – Photoarbeiten. Museum Bad Arolsen Museumsverein, Bad Arolsen
- 2002: Orte. Elke Dröscher – Kunstraum Falkenstein, Hamburg
- 1998: Exvoto. Elke Dröscher – Kunstraum Falkenstein, Hamburg
- 1992: Galerie Molenaars, Breda (Niederlande)
- 1989: Goethe-Institut, Paris

### Gruppenausstellungen (Auswahl)
- 2014 Der schwarze Raum. Elke Dröscher – Kunstraum Falkenstein, Hamburg
- 2013 Begegnung Konfrontation. Aktuelle Fotografie in historischen Rahmen. Museum Ratingen, Ratingen
- 2013 Stillleben. Carl Schuch und die zeitgenössische Stilllebenfotografie. Museum Ratingen, Ratingen; Siegerlandmuseum, Siegen; Stadtmuseum Siegburg, Siegburg; Städtisches Museum Kempen, Kempen
- 2006 Tiefes Licht. Schwarz in der zeitgenössischen Fotografie. Kunsthalle Wilhelmshaven
- 2003 Yet Untitled. Städtische Galerie Schloß Wolfsburg, Wolfsburg
- 2000 Der Monokulare Blick. Kunstverein Lingen, Kunsthalle Lingen
- 1999 Lautlose Gegenwart. Das Stilleben in der zeitgenössischen Fotografie. Staatliche Kunsthalle Baden-Baden
- 1998 Het dier als metafoor. De Zonnehof, Centrum voor moderne kunst, Amersfoort
- 1998 El Niño. Städtisches Museum Abteiberg, Mönchengladbach
- 1992 De lune à l'autre. Institut Francais, Freiburg und Forum FNAC, Strasbourg
- 1990 Preis für junge europäische Photographen. Martin-Gropius-Bau, Berlin
- 1989 Géographies humaines. Musée de la Photographie, Charleroi (Belgien)